# Marcelino (distrito)
Marcelino é um distrito do município brasileiro de São José dos Pinhais, no estado do Paraná.